# 任侠ヘルパー
『任侠ヘルパー』（にんきょうヘルパー）は、2009年7月9日から9月17日まで毎週木曜日22:00 - 22:54に、フジテレビ系の「木曜劇場」枠で放送された日本のテレビドラマ。主演はSMAP（当時）の草彅剛。
2011年1月9日に、単発スペシャルが21:00 - 23:19に放送された。
2012年2月10日に、本作の映画化が決定した（詳細は後述）。
キャッチコピーは「介護の道を極める。それも極道」。

## 概要
草彅剛の『恋におちたら〜僕の成功の秘密〜』（2005年）以来4年ぶりの木曜劇場枠での主演作であり、フジ系ドラマでは『僕の歩く道』（2006年）以来3年ぶりの出演作品である。
内容はヤクザが研修のために介護施設でヘルパーとして仕事をするという非現実的な設定におきながら、いじめや高齢者虐待、家族の絆などを含む社会問題・教育問題・介護問題をリアリティを持って取り入れたシリアスな展開となっている。また、ヤクザが抱くヤクザへの嫌悪感や介護される側の葛藤、恋愛感情を表に出さない主人公など、理想で流れない展開が特徴であり、根底には“お年寄りを騙して稼ぐ今時の極道がお年寄りの世話をして稼ぎ、古き任侠道を取り戻す”という風刺要素もある。

## テレビドラマ

### あらすじ
指定暴力団「隼会」の支部に所属する翼彦一（草彅剛）は舎弟らと共に振り込め詐欺で生計をたてていた。ある日、彦一を含む若い衆6人は、大幹部である鷹山源助（松平健）の命令で、敵対する鷲津組のシマのど真ん中にある老人介護施設「タイヨウ」で、次期幹部の座を賭け、自らの素性を隠して“研修”という名のもと、介護ヘルパーとして働くことになる。
最初は介護を見下していた彦一たちだったが、慣れない介護の現場に悪戦苦闘する。そして様々な年寄りたちと関わり、介護の現実が彦一たちの考えに影響を与えていく。

### 登場人物

#### 隼会
隼会のメンバーは基本的に名前に数字が入っている。

##### 「タイヨウ」研修メンバー
翼 彦一〈35〉
演 - 草彅剛（SMAP）（幼少期：小林海人）
本作の主人公。隼会六本木地区貸元 翼興業・組長（仮の肩書きは隼建工 六本木支店長）。1974年5月1日生まれ。
体に桜の刺青を彫っており、タイヨウでの業務中はそれを隠すためポロシャツの下に七部袖のTシャツを着ている。対立した相手がその刺青を思い出してうなされてしまうという逸話を持つが、現在は振り込め詐欺で年寄りから金を騙し取ることを生業としている小人物となっている。口が悪くぶっきらぼうな性格だが、男気があり仁義を見せる。子供嫌いで初めは涼太の舎弟入りを断っていたが、彼がいじめられている現場を見て後に受け入れる。涼太のいじめが無くなって以降は、涼太に対しては晶のことを考慮するなど、兄貴というより実質的な父親代わりとしての立場になっている。苦手な食べ物は人参。高所恐怖症でもある。母親に捨てられた過去を持つ。次期幹部として指名を受けたものの、その座をりこに譲りヤクザを辞め、晶と涼太のそばで暮らすことを決意する。また口の利き方が改善された。
四方木 りこ〈23〉
演 - 黒木メイサ
隼会池袋地区貸元 四方木連合・組長（仮の肩書きは隼建工 池袋支店長）。
性格は短気で男勝りで義理人情に厚い。本来の跡継ぎである兄の死を受け若くして組長に就任した女傑だが、女性であることもあり手下の組員達から軽視されている。何かと彦一と一緒に行動することが多く、兄と気性が似ていることもあって恋心を抱くようになる。涼太のことも拒まず、介護業務にも真剣に打ち込むなど、本質的には優しく母性ある女性。後に次期幹部隼会若頭となる。
鷹山 三樹矢〈19〉
演 - 薮宏太（Hey! Say! JUMP）
隼会上野地区貸元 鷹山組・構成員（仮の肩書きは隼建工 上野支店長）。
源助の息子。無類の女好きで、りこにも言い寄っている。組を継ぐことに興味はなく、「タイヨウ」にも無理やり連れて来られた。五郎と何かと対立することが多い。研修後はチャラチャラした服装を改め、やや身持ちが堅くなったようである。また、極道を軽々しく口にすることもなくなった。
黒沢 五郎〈21〉
演 - 五十嵐隼士
隼会品川地区貸元 伍社組・構成員（仮の肩書きは隼建工 品川支店長）。
元ギャング。腕に自信があり、喧嘩っ早く頭の出来はすこぶる悪い。彦一を兄貴分と慕う。それまでは素行悪く生きてきたが「タイヨウ」での研修を通じて、自身の中にいい変化を感じている。晴菜に好意めいた感情を抱いていたが、研修後はヤクザを辞め、晴菜と共に介護に関わる道に進むことを決意し、専門学校に通って学び始める。
背中一面に大きな刺青を彫っている。
六車 雅人〈27〉
演 - 夕輝壽太
隼会赤坂地区貸元 六車組・組長（仮の肩書きは隼建工 赤坂支店長）。
大学卒のインテリで「簡単に出世できそうだから」という理由で極道になった。出世一番。クールな性格で周りを見下す皮肉屋で、当初はメンバーの誰とも交わろうとしなかったが、時に介護者や仲間達に起きる問題に対して鍵となるべく助言をするなど、仲間らしき一面を見せるようになる。常に先手を打つ冷静な頭脳派である反面、抗争嫌いの運動音痴である。そのため抗争時には拙い動きを露呈してしまっているが、それでも逃げることなく戦い抜き、仲間を救うという面では極道らしく筋を通している。彦一とは多くを語らぬ関係にありながらも互いに信頼を置いている様子。他のメンバーよりいち早く、研修すなわち「任侠道」の本当の意味を悟り、研修後はヤクザを辞め、新たな介護ビジネス「六車ケアマネジメント」を立ち上げる。ニヒリストであったが介護を通して価値観が変わって明るくなり、若干ロマンチストになった。
二本橋 賢吾〈43〉
演 - 宇梶剛士
隼会西日暮里地区貸元 二本橋興業・組長（仮の肩書きは隼建工 日暮里支店長）。
性格はヤクザとは思えないほど温厚で、誰に対しても腰が低く、言葉遣いも丁寧。メンバーの中では最年長かつ一番の常識人であり、まとめ役的存在。猫をかわいがっている。バツイチで、娘が一人おり、一度は極道から足を洗うことを考え、別れた妻との復縁を望んでいたが、後に断念。五郎同様に研修を通じて自身の中に良い変化を感じた一人であり、研修後は娘とも和解。娘の交際を本気で心配するなど本当の父親らしさを見せるようになる。

##### その他隼会関係者
鷹山 源助〈51〉
演 - 松平健（特別出演）
隼会若頭 上野地区貸元 鷹山組・組長 後に隼会9代目会長。三樹矢の父親。台所事情の苦しさに加え、老人を狙った詐欺や恐喝行為で金を稼ごうとする極道の現状に憂いを感じ、介護の将来性を重要と考えている。彦一らに次期幹部候補を選ぶためと称して、「タイヨウ」でのヘルパー研修を言い渡す。
久米 武雄
演 - 田中哲司
隼会池袋地区貸元 四方木連合・若頭。りこの手下にあたるが、組長が女であることで軽視しており、第3話では、りこの存在を無視して勝手な行動を取るようになる。後に第8話で鷲津組から襲撃を受けた際、見舞いに訪れたりこに対し、軽視する思いはあるものの、それでもりこを組長として慕い、自分の組を守るべく強い思いがあることを打ち明けている。
四方木 修一郎
演 - 山中聡
りこの兄。1年前、りこに後を継がなくてもいいと言い残し病死。彦一に気性が似ているらしい。
七海和樹
演 - 向井理（第1話）
隼会六本木地区貸元 翼興業・構成員で彦一の舎弟。
隼瀬 晋三
演 - 菅登未男（写真のみの出演）
隼会8代目会長、故人。

#### 老人介護施設「タイヨウ」職員
園崎 康弘〈53〉
演 - 大杉漣
所長兼オーナー。鷹山に頼まれ、彦一達を受け入れる。温厚な性格で、介護や入居する高齢者達に対する理想と志を持って施設運営に臨むが、現場で起きる厳しい現実と羽鳥の合理的経営方針との間に板ばさみとなっている。
和泉 零次〈27〉
演 - 山本裕典
ヘルパー。プロ意識の高さから熱心に仕事に取り組む。介護の知識を持ち合わせていない彦一らに苛立ち、彼らを見下す言動や態度を取ることがある。正体は隼会の構成員であり、鷹山の命令により彦一達の監視役をしている。腕には隼会の刺青があり、業務中はリストバンドでそれを隠している。タイヨウには5年前から在籍し、研修を終えた後も「任侠」を知った上で自らの意思で働き続けている。「タイヨウ」閉鎖後は、再び極道の世界に戻り、若頭補佐となる。
美空 晴菜〈19〉
演 - 仲里依紗
新人ヘルパー。非常に真面目な性格で、情熱と真心を持って仕事に取り組む。介護者に対する言動や対応に自己反省や苦悩しつつも、仕事を通じて彦一やりこらと少しずつ心を通わせていく。彦一には好意めいた物も見せることがあるが真意は不明。彦一達がヤクザであることを知り、一時はヤクザへの恐怖心などで複雑な心境になるが彼らの仕事ぶりを見てヘルパーであることを完全に認めた。後に黒沢と共に介護に関わる道に進む。
松原 浩美〈52〉
演 - 橘ユキコ
ベテランヘルパー。ヘルパー1級の資格を持っている。
大島 陽介〈25〉
演 - 山田親太朗
「タイヨウ」勤務。真面目な性格。
古賀 健介〈23〉
演 - 高木万平
「タイヨウ」勤務・アルバイト。双子の兄（実際に演じた高木万平も双子の兄）。
古賀 康介〈23〉
演 - 高木心平
「タイヨウ」勤務・アルバイト。双子の弟（実際に演じた高木心平も双子の弟）。
戸川 由香〈27〉
演 - 甲斐まり恵
「タイヨウ」勤務・アルバイト。
野村 愛子〈29〉
演 - 三浦まゆ
「タイヨウ」勤務。ヘルパー2級の資格を持っている。

#### 老人介護施設「タイヨウ」入居者
野口 秀子
演 - 小貫加恵
井伊 よしみ
演 - 安田洋子
曽我 秀吉
演 - 橘家二三蔵
西郷 隆
演 - 山浦栄
足利 ふじ代
演 - 仲野元子
豊原
演 - 古川慎
織田
演 - 新井量大
北条
演 - 河原田ヤスケ
木戸
演 - 中山克己
松尾
演 - 小野敦子
水戸
演 - 恩田恵美子
武蔵
演 - 星野晶子
明智
演 - 春延朋也
入居者
演 - 原田文明、沖田弘二、向江たかこ、藤井京子

#### ハートフルバード社（総合介護事業組織）
羽鳥 晶〈37〉
演 - 夏川結衣
ハートフルバード社長（後に辞任）。1972年7月26日生まれ。「タイヨウ」を自身の傘下に置き、顧問となる。エステ会社経営で身を起こして2年前に介護事業に進出して成功し、全国に高級老人ホームを建設したりするなど「高齢者の救世主」と謳われているが、実際は介護の実情を現実的に捉えており、あくまでビジネスとして合理的な方針を打ち出している。彦一とは介護の方針を巡って対立しており、そんな彦一に息子の涼太がなつくことを快く思っていなかったが、彦一を通じて涼太の心の内を知り少しずつ親子の絆を取り戻していき、徐々に彦一の存在も受け入れていった。
自身の母親が若年性アルツハイマーを患い、その介護に疲れ果てた挙句母親を捨て、藤堂慶太郎と逃げた過去を持つ。ストレスから来る頭痛や物忘れの多さを自他共に認識していたが、後に母親と同じ若年性アルツハイマーを患っていることが発覚。弥生や長谷川からクーデターを起こされ、社長を退く。日に日に進行する病状に苦しみつつも涼太を愛し続け、記憶のあるうちに涼太への想いを残そうとする。記憶を失っている状態でも、ふとした音や出来事で記憶が戻ることがあった。
しかし、単発スペシャルにて起きた彦一と樽川の揉め事に巻き込まれ、その時の事故で急性硬膜下血腫を発症し意識不明となる。自身の希望どおりに「タイヨウ」で看取り介護を受け、一時奇跡的に意識を取り戻し涼太や彦一へ感謝を伝えるが、直後に息を引き取った。
日野 弥生〈23〉
演 - 中別府葵
晶の第一秘書。淡々とした物言いをし、時に晶に代わって彦一達に厳しい言葉をぶつける。これまで晶の右腕として、涼太についてもサポートする立場にあったものの、長谷川と結託してハートフルバードでの晶の立場を揺るがすなど怪しい行動を見せたが、最終的には六車が社長を務める「六車ケアマネジメント」で働いている。
堀井 皐月〈25〉
演 - 安田美沙子
晶の第二秘書。主な業務は運転手。晶に憧れを抱いてハートフルバードに入社した。晶の辞任後、自身も退職して晶の身の回りの世話をしている。

#### その他
羽鳥 涼太〈8〉
演 - 加藤清史郎
晶の息子。母親が多忙で家では常に一人。同級生からいじめを受けており、強くなるため昔の仁侠映画を見たりしている。後に彦一がヤクザだと知り舎弟となる。先述のいじめなどもあり母親の前でも笑わなくなっていたが、彦一との交流で少しずつ笑顔を取り戻すようになる。また、彦一に鍛えられたこともありいじめられなくなった。異変を感じている母親のことを考慮しタイヨウで働き始める。母親からは直接病状を告げられてはいないものの既に察しており、母親の行動や予定のメモを室内にたくさん貼るなど気遣っていた。その病状の進行により自分のことさえ忘れられてしまったり、藤堂に引き取られて離れて暮らす寂しさに涙することも多々あったが、後にそれをきちんと受け入れ、施設に入った母親を見舞い続ける。礼儀正しくタイヨウでの勤務態度はかなり真面目で、入居者達からもかわいがられる存在であった。また彦一の思想を大きく変えた人物でもある。
鷲津組構成員
演 - 大口兼悟、小林且弥、中村英児、松本寛也（第1話、第4話）

#### ゲスト

##### 第1話
男
演 - 西村雅彦（声の出演）
オープニング部分で彦一に刺される。
倉田 チヨ
演 - 池内淳子
認知症の老婦人。彦一を息子だと思い込み、彦一の世話を焼きたがる。彦一も当初は彼女を金目当てとして利用していたが、彼女との交流が少しずつ彦一に影響を与え、変えていく。
倉田 敏行
演 - 松尾諭
チヨの息子。自営業で、苦しい生活の中からチヨの入居費を捻出している。
田島 幸子
演 - 花原照子
彦一のオレオレ詐欺に騙させる老女。

##### 第2話
本村 幸三
演 - 津川雅彦
車椅子の老人。おむつをつけることを拒否する。彦一の刺青に気づき、「桜吹雪」と呼ぶようになる。柔道の選手として数々の大会で勝利をおさめてきたため、腕っ節に自信があり、暴力的な入居者という印象を周囲に与える。年寄り扱いをされることを嫌い、彦一とも何かとぶつかっていた。その後、友人の老いによる変貌にショックを受け、自分の衰えなどを自覚し、さらにハートフルバードの方針にも合わないことから退去勧告を受け入れる。が、最後の彦一とのやり取りで忘れかけたプライドを取り戻して去っていった。現在は新しいホームでリハビリに励んでいる様子が写された。最後に送られてきた手紙のあとがきは「桜吹雪へ」であった。
寺内 啓治
演 - 志賀圭二郎
柔道大会のシニアの部で長年にわたり幸三のライバルだったが、病気で寝たきりになっている。

##### 第3話
渡辺 節子
演 - 森康子
軽度の認知症の老婦人。一緒に暮らす高志から虐待を受けている。しかし、どんなにひどい虐待を受けても、高志を家族として孫として愛し、かばうために虐待を受けていることを隠していた。節子を心配して、足繁く訪ねてくるりこには少しずつ心を開いて、親しくなっていった。なお森康子は、第1話でも彦一の乗る車を横断歩道で止めた老婦人・鈴木トシ子役で出演している。
渡辺 高志
演 - 忍成修吾
節子の孫。表向きの顔は穏やかだが、影では介護の辛さに苛立ち、節子に暴言を浴びせ虐待している。軽い気持ちから四方木連合の縄張り内で薬物の売買に手を染めてしまい、久米たちから制裁を受ける。

##### 第4話
宇野 玲子
演 - 山田優
かつてナツの介護をしていたヘルパー。一見すると親切かつ人当たりが良く、美人であるためスタッフや年寄りから人気があるヘルパーだが、実際は数々の偽名を使って年寄りの元に近づき、金を騙し取る詐欺行為を働いていた。しかし、筋金入りの悪人というわけではなく、介護に際しては全力を尽くす接し方をしていた。本名は「新藤綾」。なお演じた山田優は大島陽介役を演じる山田親太朗の実姉であり、この回のみ姉弟出演となった。
北浦 ナツ
演 - 島かおり
夫の死後、「タイヨウ」に入居している老婦人。以前は玲子から介護を受けており、ふとした偶然から玲子との再会を喜ぶ。
親身になって世話をしてくれる玲子に多大なる信頼を寄せており、玲子が詐欺師であることは知っていた。
矢島 タキ
演 - 宮内順子
「タイヨウ」入居者。
鷲津組幹部
演 - 山田明郷（第9話、第10話）

##### 第5話
小澤 義男
演 - 上田耕一
さくらの再婚相手であり、30年に渡り支え続けてきた。さくらの自殺未遂後、一時的に「タイヨウ」に入居する。
小澤 さくら
演 - 倍賞美津子
義男の妻。彦一の母親。義男に対し、献身的に世話している。彦一が幼少の頃、義男と暮らすために彦一と夫を置いて家を出て行ったきりだった。老々介護に疲れ、自殺未遂をするも一命を取り留めた後、彦一と28年ぶりに再会する。かつては彦一に愛情を持って接しており、家を出る前「必ず迎えに来るから」と彦一に言葉を残していたが、体調不良など様々な事情により迎えに行くことは叶わなかった。
老人介護施設「タイヨウ」の職員
演 - 田村義晃

##### 第6話
風間 寛
演 - ミッキー・カーチス
「タイヨウ」に入居する老人。好色な性格で女性スタッフや女性入居者へのセクハラを繰り返し、問題が絶えない。若い頃は多くの女性との恋愛遍歴を重ねてきたが、初恋の相手である多恵子が「タイヨウ」に入居してきたことで、それまでの好色さは控えめになるなど、本気で愛した女性には一途な一面がある。
徳田 多恵子
演 - 木村夏江
認知症の老婦人。2年前に夫を亡くしている。学生時代の風間の初恋の相手。亡くなった夫と風間を混同している部分があり、風間とデートの約束をするも、当日に肺炎を悪化させ、そのまま亡くなってしまう。学生時代に撮影した風間との写真が亡くなる直前に発見される。
徳田 百合
演 - 横山めぐみ
多恵子の義娘。神経質なところがあり、多恵子のことに関して世間体を気にしている。そのため多恵子が恋沙汰にかまけることをみっともないと言い、快く思っていない。
徳田 雅敏
演 - 長棟嘉道
百合の夫。
徳田 美香
演 - 雨野美咲
百合の娘。
瑞穂
演 - 指出瑞貴（最終話）
二本橋の娘。母親が再婚を決めたことにより、実父の二本橋と母親の関係修復を願い、極道を辞めてほしいと考えていたが、父にその気が無いことを悟り、愛想を尽かす形で父のもとから去ったが、後に和解し自身の彼氏との交際について父から心配されることになる。

##### 第7話
長岡 孝江
演 - 江波杏子
初美の母。昔は小学校教諭で校長も経験しており、初美の旧友からも慕われる教師であった。5年前に夫を亡くしており、白内障を患ってほとんど目が見えない。彦一ら「タイヨウ」からの訪問介護を受け入れず、介護は全面的に初美に頼りっきりになっている。終盤では嫌っていた彦一を娘の件で気に入り、自身の担当ヘルパー希望を出した。
長岡 初美
演 - 西田尚美
孝江の娘。独身。弁当屋での仕事や内職で生計を立てながら、母の介護をしている。母がかつて、父を全面的に介護した姿を見ていることから、自身も母の介護に努めているが、だんだんと仕事や私生活にまで支障をきたし、心身共に疲労困憊の状態である。
滝本 誠一
演 - 小市慢太郎
万福フーズの社長
演 - 不破万作

##### 第8話・第9話
鷲津 莞爾
演 - 竜雷太（第8話・第9話）
鷲津組の組長。「タイヨウ」に入所してくる。連日、見舞いの豪華な花は届くものの、家族や部下が一切見舞いに来ない状況に苛立ちと孤独を感じている。当初はヘルパー達の対応や周囲の介護者達の姿に嫌悪感を抱いていたが、同室の夏夫とは状況が似ている者同士、共に将棋や音楽を楽しむなど、徐々に心を通わせるようになっていく。後に「タイヨウ」に入所したのは、自分を始末しようとする尾国の謀反であることを知り、幹部らに命令して尾国を制裁する。同時に、隼会との抗争も終息させた（事実上の和解）。
尾国 辰也
演 - 鈴木一真（第8話・第9話）
鷲津組構成員。莞爾を気遣って「タイヨウ」に入所させるも、その裏では企みを持っている。久米の襲撃事件にも関わっており、りこと三樹矢から仇討ちの対象となる。後に莞爾への謀反が知られ、幹部達より制裁を受けることになる。
長谷川 司郎
演 - 相島一之（第8話・第10話）
ハートフルバード・幹部。 → ハートフルバード・新社長。弥生と結託しており、会議上で批判をしたり、晶の病状を出席者全員に知らしめるなど窮地に陥れる。
山浦 夏夫
演 - 峯のぼる（第8話・第9話）
渉の父。脳梗塞を患い、後遺症で言葉がほとんど発せられず、片腕も不自由である。家族達から預けられる形で「タイヨウ」に入所しているが、その家族は見舞いにすら訪れない。心筋梗塞を起こして病院に運ばれた際は、意識不明で回復は難しいとされていたが、後に一旦、血圧などが安定したため、看取り介護目的で「タイヨウ」に戻る。最期の時まで家族は現れなかったが、莞爾を始めとする入居者やヘルパー達に看取られて息を引き取った。生前、不自由な手で懸命にヘルパー達や莞爾への感謝の想いを綴っていた。
山浦 渉
演 - 梶原善（第8話・第9話）
夏夫の息子。多忙を理由に夏夫を見舞うことがなかった。病院に運ばれた夏夫を延命するか否か選択を迫られる。後に一旦安定した夏夫を「タイヨウ」に戻す際、看取り介護を依頼する。最期の時も会議中であるがゆえに、タイヨウからの呼び出しを無視してかけつけることはなく、夏夫の死後、これまでの父親に対する見舞いなど気遣いの足りなさを後悔して号泣する。
山浦 冴子
演 - 谷川清美（第8話）
渉の妻。
山浦 千佳
演 - 菅野莉央（第8話）
渉と冴子の娘。

##### 第10話・最終話
藤堂 慶太郎
演 - 陣内孝則（第10話・最終話）
厚生労働省老健局総務課・課長。かつて晶が母親を捨てた後に身を寄せた男で涼太の父親に当たる。羽鳥の頼みを聞き涼太を引き取る。行政の立場から彦一と介護や年寄りの扱いを巡り対立するが、彼もまた彦一達に影響を受けるようになる。
小泉
演 - 菊池均也（第10話・最終話）
千葉県庁保健指導課の職員。
鎌田 公造
演 - 渡辺哲（最終話）
介護難民の世話をしていた男。業務停止処分を受けた「タイヨウ」の元に介護難民を預けるが、その後トンズラして姿を消す。若き日にはプロボクサーを志し、日本バンタム級4位にまでつけたことがあるが網膜剥離により引退。その後ラーメン店を開業し、ラーメンブームに乗り人気店となるも店舗拡大に失敗し廃業。友人のつてを辿り無認可介護施設を手伝っていた。
藤堂 千里
演 - 岩橋道子（最終話）
慶太郎の妻。大学時代には連日のディスコ通いでお立ち台の女王と呼ばれていたこともある。一部上場企業秘書課勤務の後、慶太郎と見合い結婚。いわゆる勝ち組。

##### スペシャルドラマ
米長 さなえ
演 - ミムラ
六車の紹介で、運営を再開した「タイヨウ」にやってきた女性。
樽川 潤
演 - 北村有起哉
樽川コーポレーション社長。かつて新宿の組に所属していた。開発事業推進のため、米長に立ち退きを要求する。
ミク
演 - 高橋真唯
樽川コーポレーションで電話サービスのアルバイトをしていた若い女性。自分が担当していた老人が孤独死したことを通じて、仕事の内容に疑問を持つ。
立花 浩平
演 - ベンガル
樽川コーポレーションの電話サービス利用者。定年まで仕事一筋で、退職と同時に妻に離婚を突きつけられ、孤独な日々を送っている。
竹村医師
演 - 岩松了
晶の主治医。
敏夫の友人
演 - 沼田爆
米長 敏夫
演 - 北村総一朗
さなえの父。寂れた商店街でラーメン屋を経営しており、店舗拡張のために購入していた隣のゲームセンターに彦一を住まわせている。後継ぎだった息子を亡くしている。

### スタッフ
- 脚本 - 古家和尚、池上純哉（SP共同脚本）
- 脚本協力 - 池上純哉、酒井雅秋、山本あかり
- 音楽 - 河野伸、髙見優
- 演出 - 西谷弘、石川淳一、葉山浩樹
- メインテーマ - 「All My Soul」オリジナル・サウンドトラック（河野伸・髙見優）
- アナザーテーマ - 「Smells Like All My Soul」オリジナル・サウンドトラック（河野伸・高見優）
- 主題歌 - SMAP「そっと きゅっと」[1][2]（ビクターエンタテインメント）
- 企画 - 後藤博幸
- プロデュース - 牧野正
- 制作 - フジテレビドラマ制作センター

### 放送日程
| 各話                                                           | 放送日        | サブタイトル                         | 演出     | 視聴率 |
| -------------------------------------------------------------- | ------------- | ------------------------------------ | -------- | ------ |
| 第1話                                                          | 2009年7月09日 | 極道から老人介護への華麗なる転身!!   | 西谷弘   | 17.5%  |
| 第2話                                                          | 2009年7月16日 | 頑固ジジイの涙                       | 石川淳一 | 13.8%  |
| 第3話                                                          | 2009年7月23日 | 阻止せよ 老人虐待                    | 石川淳一 | 14.2%  |
| 第4話                                                          | 2009年7月30日 | 詐欺ヘルパー現る                     | 葉山浩樹 | 17.8%  |
| 第5話                                                          | 2009年8月06日 | 憎き母との再会                       | 石川淳一 | 13.2%  |
| 第6話                                                          | 2009年8月13日 | 認知症患者の恋                       | 葉山浩樹 | 12.2%  |
| 第7話                                                          | 2009年8月20日 | 非婚アラフォーのシングル介護         | 石川淳一 | 15.7%  |
| 第8話                                                          | 2009年8月27日 | 敵対組長の襲来!! そして女の覚悟      | 西谷弘   | 15.7%  |
| 第9話                                                          | 2009年9月03日 | 愛の討ち入り!! 任侠おくりびと        | 葉山浩樹 | 15.7%  |
| 第10話                                                         | 2009年9月10日 | 正体がバレ、告白・自殺そして火災発生 | 石川淳一 | 13.0%  |
| 最終話                                                         | 2009年9月17日 | 最後の手段                           | 西谷弘   | 15.6%  |
| 平均視聴率 15.0%（視聴率はビデオリサーチ調べ、関東地区・世帯） |               |                                      |          |        |

| 放送日       | サブタイトル                                                                           | 演出   | 視聴率 |
| ------------ | -------------------------------------------------------------------------------------- | ------ | ------ |
| 2011年1月9日 | 完全新作! 介護への華麗なる転身を遂げたあの極道たちが帰ってくる! 今の日本をぶっ飛ばせ!! | 西谷弘 | 12.5%  |

### 受賞
- 2009年『TV LIFE 年間ドラマ大賞2009』5部門（作品賞、主演男優賞、助演女優賞、新人賞、主題歌賞）
- 2009年 第62回ザテレビジョンドラマアカデミー賞 （主演男優賞）[4]
- 2010年 東京ドラマアウォード2010（連続ドラマ部門優秀賞）[5]

### 撮影協力
「タイヨウ」が千葉県にあるという設定であるため、千葉県内の各地がロケ地として使用されている。
- 木更津市
- 君津市
- 袖ケ浦市
- 千葉市（中央区、花見川区、緑区、若葉区）
- 千葉都市モノレール 動物公園駅
- 東金市
- 松戸市
- 習志野市
- 富津市
- 船橋市
- 南房総市
- 千葉県以外のその他の地域
- 足立区
- 板橋区
- さいたま市
- 川口市

| フジテレビ系 木曜劇場          | フジテレビ系 木曜劇場                 | フジテレビ系 木曜劇場                                              |
| 前番組                         | 番組名                                | 次番組                                                             |
| ------------------------------ | ------------------------------------- | ------------------------------------------------------------------ |
| BOSS （2009.4.16 - 2009.6.25） | 任侠ヘルパー （2009.7.9 - 2009.9.17） | フジテレビ開局50周年記念ドラマ 不毛地帯 （2009.10.15 - 2010.3.11） |

## 映画
2012年11月17日公開のテレビドラマの劇場作品。監督は『アンダルシア 女神の報復』の西谷弘。主演の草彅剛と友情出演の黒木メイサ以外はキャストが一新された。ぴあ初日満足度ランキングでは第1位。
キャッチコピーは「お前ら見捨てるほど落ちちゃいねえよ」。
英文タイトルは「Beautiful World」。

### キャスト
翼 彦一
演 - 草彅剛
隼会六本木地区貸元 翼興業・元組長。コンビニでアルバイトをし生計を立てていたが、老いたコンビニ強盗を助け逮捕される。堅気の生きづらさを感じ刑務所内で再会したコンビニ強盗・蔦井雄三のツテを頼りに極鵬会を訪ね、再び極道の世界に足を踏み入れる。
蔦井 葉子
演 - 安田成美
娘と息子をもつ2児のシングルマザー。幼少からヤクザの娘であることに負い目を感じ過ごしてきた。認知症の母親の介護に頭を悩ませている。八代照生とは、高校時代の恋仲。
仙道 茜
演 - 夏帆
亡き両親の代わりに弟妹を育てているキャバ嬢。彦一に惚れ高齢者介護施設「うみねこの家」改善に協力していく。
山際 成次
演 - 風間俊介
彦一の舎弟。コンビニでアルバイトをしていたが、コンビニ強盗の際に彦一に憧れ行動を共にする。
八代 照生
演 - 香川照之
市議会議員。「観光福祉都市プロジェクト」を提唱し、福祉施設の誘致と暴力団の排除を掲げている。元恋仲・蔦井葉子を気にかけている。
四方木 りこ
演 - 黒木メイサ（友情出演）
隼会若頭。あるきっかけにより、彦一と極鵬会との間に起こるトラブルを察する。
芦川　波江
演 - りりィ

町山 國雄
演 - 品川徹

八代 龍江
演 - 左時枝
照生の母。
蔦井 雄三
演 - 堺正章（特別出演）
コンビニ強盗。刑務所内で彦一と再会し、極鵬会を訪ねるよう助言するが、病により他界する。極鵬会元幹部であり組長の座を仲間内で争うことに嫌気が差し東京へと身を置いていた。蔦井葉子の父親。
蔦井 露子
演 - 草村礼子（若年期：上村愛香）
葉子の母親。認知症を抱えている。
日吉 雄喜
演 - 杉本哲太
極鵬会若頭。
朝比奈 道俊
演 - 宇崎竜童
極鵬会組長。

### スタッフ
- 監督 - 西谷弘
- 脚本 - 池上純哉
- 主題歌 - LOVE PSYCHEDELICO「Beautiful World」[9]
- 製作 - 亀山千広、飯島三智、市川南、和崎信哉
- プロデューサー - 前田久閑、椿宜和、大澤恵
- プロデュース - 牧野正、後藤博幸
- エグゼクティブプロデューサー - 小川泰
- ラインプロデューサー - 森賢正
- 撮影 - 山本英夫
- 美術 - 山口修
- 編集 - 山本正明
- 音楽 - 髙見優
- 脚本協力 - 桑村さや香
- 製作 - フジテレビジョン、ジェイ・ドリーム、東宝、WOWOW、FNS27社
- 製作プロダクション - 角川大映撮影所プロダクション事業部
- 配給 - 東宝

### 受賞
- ムービープラス・アワード 2012 映画ファン大賞 男優賞1位 草彅剛
- ムービープラス・アワード 2012 映画ファン大賞 監督賞2位 西谷弘
- ムービープラス・アワード 2012 映画ファン大賞 作品賞 邦画部門2位

### 関連番組
- 草なぎ剛が挑む!映画「任侠ヘルパー」との闘い（2012年11月11日） - 映画「任侠ヘルパー」公開記念番組
  - 映画公開前にキャストインタビューや映画メイキング映像などを特集した番組が放送された。

## 関連商品
- 任侠ヘルパー DVD-BOX（2010年3月31日発売、アニプレックス）